# Wolfgang Schaumberg
Wolfgang Schaumberg (* 20. Juli 1943) ist ein deutscher Gewerkschafter und ehemaliges Mitglied des Betriebsrats des Bochumer Werkes der Opel AG.

## Leben
Schaumberg studierte in den Jahren von 1963 und 1968 Germanistik und evangelische Theologie an der Philipps-Universität Marburg und ab 1966 an der Ruhr-Universität-Bochum. Nach Abschluss des Staatsexamens lehrte er an Berufsschulen in Bochum und Gelsenkirchen.

## Politisches Engagement und Tätigkeit als Betriebsrat
Während seines Studiums hatte sich Wolfgang Schaumberg beim Sozialistischen Deutschen Studentenbund (SDS) engagiert. Im Zuge der Septemberstreiks 1969 versuchte er mit anderen Studierenden des SDS Arbeiter für revolutionäre Aktionen zu gewinnen. Vor dem Hintergrund dieser Erfahrung begann er als Lagerarbeiter bei der Adam Opel AG zu arbeiten, er trat in die IG Metall ein und war bei der Kommunistischen Partei Deutschlands/Marxisten-Leninisten organisiert.
Erstmalig kandidierte er 1972 für den Betriebsrat. Da er zu den Mitbegründern der Gruppe oppositioneller Gewerkschaften gehörte, wurde er 1973 von der IG Metall ausgeschlossen. Er konnte aber dennoch in den Folgejahren bei Betriebsratswahlen Erfolge erzielen und war von 1972 bis 1984 Betriebsrat. Daraufhin war er wieder als Lagerarbeiter in der Produktion tätig. Von 1987 bis 2000 war er wieder Mitglied des Betriebsrats. 1993 gelang Wolfgang Schaumberg die Wiederaufnahme in die IG Metall. Im Jahr 2000 verließ er den Betrieb Opel, setzte aber sein politisches Engagement – auch international – fort.
2004 gehörte er zu den Mitbegründern des „Forums Arbeitswelten Deutschland und China“ in Reaktion auf die Zunahme von Investitionen multinationaler Konzerne in der Volksrepublik.
2019 erschien der Dokumentarfilm „Luft zum Atmen. 40 Jahre Opposition bei Opel in Bochum“ (Regie: Johanna Schellhagen), der die politischen Arbeit und die Konflikte im Betriebsalltag zeigt.

## Veröffentlichungen
- Massive Rationalsierungsangriffe der Konzerne und warum uns die IGM-Führung noch tiefer in den Schlamassel führt in: Schaumberg/Lenze, Kapitalistische Krise ohne soziale Gegenmacht. Hrsg Kommunistische Gruppe Bochum/Essen 1982, S. 9–42
- Linke im Betriebsrat. Über einige unterbelichtete Aspekte der Diskussion um das neue BetrVG, in: express 2/2001
- Von der revolutionären Betriebsarbeit zur linken Betriebsratspolitik. Ein kritischer Blick auf unsere Gegenwart, Vergangenheit und Zukunft, express 8/2001
- Euro- und Weltbetriebsräte aller Multis, vereinigt uns? Die Probleme internationaler Zusammenarbeit am Beispiel der Autoindustrie 2002, in: „WoZ économique“ Nr. 2 2002[5]
- Betriebslinke in den 70ern. Eine Leseempfehlung, in: express 8/2003[6]
- Zum Krach in der IG Metall und zum Streit der Linken. Ein Kommentar, in: express 8/2003[7]
- »Bekenntnishafte Leerformeln« - über den Oktober-Streik bei Opel und die radikale Linke[8]
- Ein Besuch im chinesischen Honda-Werk. in: Betriebszeitung der GoG „GoG-Info“ 50, 2006[9]
- Regulierte Leidverteilung? Zur globalen Strategie der DGB- und IGM-Führun, in: express 5/2006[10]
- „Eine andere Welt ist vorstellbar? Schritte zur konkreten Vision“[11]
- GM zieht die Zeitschraube an (zum MTM-System)[12]
- »Auf neuen Wegen?«, über Bewegungen und Begegnungen in China, in: express 1/2011
- Kampfansage bei Opel – Neue Töne im Eurobetriebsrat, in: express 4/2012
- Kluge Lösungen? Über die Opel-Krise und Formen der Gegenwehr in: express 9/2012
- Development in China and Germany:Another world is possible?, in: Interface. A journal for and about social movements action note 4 (2012) 2
- Opel Bochum droht die Schließung. Viel Konkurrenz in den eigenen Reihen und wenig eigene Visionen, in: Sozialistische Zeitung SOZ 9/2012
- „Haupttendenz im echten Leben“ – zu den Problemen sozialistischer Betriebsarbeit, in: express 12/2014
- Auf dem Weg zur Weltwohngemeinschaft. Zur Vernetzung von Aktiven in Deutschland und China, in: express 10/2015
- People are People. Über Alltagserfahrungen in der Volksrepublik China, in: express 11/2016[13]
- Die Linke ohne die Leute, in: express 9-10/2017
- Das Gesetz außer Kraft setzen. Über 30 Jahre »marxistische Betriebsintervention« bei Opel Bochum, in: express 7/2018
- Arbeitsbedingungen – Kampfbedingungen. In Arbeitskämpfe intervenieren, aber wie?, in: Express 2–3/2019.
- IG Metall-Vorstand: im Glauben fest…Kurz-Kommentar zum IGM - „Debatten-Papier“.
- Lebenslanges Lernen. Wissen, Macht und Ohnmacht der Leute – Erfahrungen und Überlegungen, in: express 8–9/2020.
- Auto-Krise? Wir fordern Produkt-Umstellung! Fragen an einen linken Freund, in: express 2/2021
- Von nix kommt nix, nä? Möglichkeiten und Grenzen kritischer Betriebsratsarbeit – ein Gespräch mit Wolfgang Schaumberg, in: express 3-4/2022